# Hasina Wajed
Sjeika Hasina Wajed (Bengaals: হাসিনা ওয়াজেদ, IAST: Hāsinā Oẏājed) (Tungipara (Gopalganj), 28 september 1947), is een Bengaals politica en leider van de Awami Liga. Van 6 januari 2009 tot 5 augustus 2024 was zij de premier van Bangladesh, een functie die zij eerder ook bekleedde tussen 1996 en 2001.

## Biografie
Sjeika Hasina is de dochter van de stichter en eerste president van Bangladesh, Mujibur Rahman. Bij de militaire staatsgreep tegen haar vader op 15 augustus 1975 ontsnapten zij en haar zus Sjeik Rehana, in tegenstelling tot haar andere familieleden, aan de dood omdat ze zich op dat moment in Duitsland bevond.
Hasina huwde in 1967 met M.A. Wazed Miah (1942-2009). Ze kregen twee kinderen.

### Oppositieleider
Hasina nam in 1981 de leiding op zich van de Awami Liga, een centrumlinkse partij die op dat moment in de oppositie zat. Ze streed tegen het regime van de autocratische president Hoessein Mohammad Ershad, maar wist hem bij de verkiezingen in mei 1986 niet te verslaan. De Awami Liga veroverde 76 van de 300 zetels, terwijl de partij van de president een absolute meerderheid won. De verkiezingsresultaten werden zowel nationaal als internationaal als frauduleus bestempeld. Twee jaar later, in 1988, werden opnieuw verkiezingen gehouden, maar deze werden door de Awami Liga en veel andere oppositiepartijen geboycot.
In een poging het regime van president Ershad aan het wankelen te brengen, bundelden Hasina en haar partij de krachten met de Bangladesh Nationalist Party (BNP), een ander oppositieblok. In het najaar van 1990 organiseerden zij massale stakingen, blokkades en demonstraties in hoofdstad Dhaka, die ongeveer honderd mensen het leven kostten en uiteindelijk leidden tot de val van de president. In februari 1991 konden vrije parlementsverkiezingen worden georganiseerd. Hasina nam het namens de Awami Liga op tegen BNP-leider Khaleda Zia, die de verkiezingen nipt won. Zia werd premier en Hasina opnieuw oppositieleider. In 1994 verslechterden de verhoudingen tussen de twee hevig, omdat de BNP-regering het resultaat van een tussentijdse verkiezing zou hebben gemanipuleerd. De oppositie, met Hasina aan het roer, verliet het parlement en probeerde met protestdemonstraties en stakingen de positie van premier Zia te verzwakken. De parlementsverkiezingen van februari 1996 werden door de gehele oppositie geboycot. In de onrust die hierop volgde, werd een overgangsregering aangesteld en nieuwe verkiezingen aangekondigd.

### Premierschap (1996-2001)
De parlementsverkiezingen van juni 1996 resulteerden in een grote overwinning voor de Awami Liga en een enorm verlies voor de BNP. Als leider van de grootste partij kreeg Hasina de taak een regering te vormen. Op 23 juni 1996 trad deze aan en werd ze premier van Bangladesh. Daarmee kwam de Awami Liga na 21 jaar terug aan de macht. Hasina was de eerste premier van haar land die de volledige ambtsperiode van vijf jaar voltooide. Hoewel de economie tijdens haar regeerperiode groeide en de armoede afnam, werd ze in 2001 echter niet herkozen. Ze verloor de verkiezingen van de BNP, waarmee Khaleda Zia het premierschap opnieuw in handen kreeg. Hasina erkende de verkiezingsresultaten niet en raakte in de jaren hierna met de regering in een hevige machtsstrijd verwikkeld.

### Oplaaiend politiek geweld en gevangenschap
Bangladesh ging vanaf 2004 gebukt onder een gewelddadige politieke crisis, waarbij stakingen en demonstraties geregeld uitmondden in plunderingen en aanslagen. Op 21 augustus 2004 werd een aanslag gepleegd op Hasina toen zij in Dhaka voor 3000 demonstranten een toespraak hield. Er werden verschillende granaten tot ontploffing gebracht, waarbij 24 mensen omkwamen. Hasina zelf raakte slechts lichtgewond. De regering-Zia werd door aanhangers van de Awami Liga beschuldigd van betrokkenheid bij de aanslag. In het hele land braken hierop zware rellen uit. In 2006 trad Zia af en werd een overgangsregering aangesteld onder leiding van president Iajuddin Ahmed, maar ook dit werd door de oppositie niet geaccepteerd. Na een ingreep van het leger werd de noodtoestand afgekondigd en de geplande verkiezingen van januari 2007 opgeschort.
In het voorjaar van 2007 werd Hasina, samen met 160 andere politici, ambtenaren en zakenlui, door de voorlopige regering aangeklaagd op verdenking van corruptie. Hasina was op dat moment op reis in de Verenigde Staten en het Verenigd Koninkrijk. Het werd haar verboden om terug te keren naar Bangladesh, zogezegd om de stabiliteit van het land te kunnen herstellen. Om diezelfde reden probeerde de regering ook Khaleda Zia het land uit te krijgen. Hasina werd er eveneens van beschuldigd achter de moord te zitten op vier aanhangers van een rivaliserende partij tijdens rellen in de herfst van 2006. Nadat haar arrestatiebevel en inreisverbod plots werden ingetrokken, keerde Hasina in mei 2007 terug naar Dhaka. Daar werd ze in juli 2007 gearresteerd wegens omkoping en afpersing. De Awami Liga noemde de arrestatie politiek gemotiveerd. Vanwege medische redenen werd Hasina in juni 2008, na elf maanden gevangenschap, voorwaardelijk vrijgelaten. De volgende dag vloog ze naar de Verenigde Staten om te worden behandeld tegen onder meer gehoorverlies en oogproblemen. 

### Premierschap (sinds 2009)
In december 2008 werd de noodtoestand in Bangladesh opgeheven en werden nieuwe parlementsverkiezingen georganiseerd. Hasina nam het hierbij opnieuw op tegen Khaleda Zia. De Awami Liga behaalde bijna de helft van alle stemmen en 230 van de 300 zetels in het parlement. Op 6 januari 2009 werd Hasina opnieuw beëdigd als premier. In 2014 en 2018 werd ze nog tweemaal herkozen, al verliepen deze beide verkiezingen omstreden. De verkiezingen van 2014 werden door een groot deel van de oppositiepartijen, inclusief de BNP, geboycot en ook in 2018 was er sprake van gewelddadigheid en intimidatie. Internationale waarnemers oordeelden dat beide verkiezingen niet eerlijk waren verlopen.
Hoewel de economie van Bangladesh tijdens Hasina's premierschap fors groeide, kreeg ze internationaal veel kritiek op de inperking van democratie, persvrijheid en vrije meningsuiting.
In januari 2024 werden opnieuw verkiezingen gehouden. De verkiezingscommissie riep Hasina als winnaar uit. De BNP boycotte weer de verkiezingen en slechts 40% van de ongeveer 120 miljoen kiesgerechtigden bracht zijn stem uit. Mensenrechtenorganisaties waarschuwden ervoor dat Bangladesh zich bewoog in de richting van een eenpartijstelsel, en critici uitten hun bezorgdheid over het politiek geweld en intimidatie van kiezers.
Medio juli 2024 kwamen tientallen studenten om in protesten. De betogers eisten een einde aan het systeem waarbij zo'n een derde van de overheidsbanen naar nakomelingen gaat van mensen die in 1971 streden voor onafhankelijkheid. Deze regeling werd in 2018 afgeschaft, maar het hooggerechtshof draaide dat terug. Betogers staken voertuigen en politieposten in brand en agenten schoten met traangas en rubberkogels. De onlusten hielden desondanks niet op maar verspreidden zich over het land. De spoorwegen legden het werk neer en ook arbeiders in veel textielfabrieken, de textielindustrie is een belangrijke economische activiteit. Op 5 augustus trad Hasina af en ontvluchtte ze Bangladesh. Ze was de langstzittende premier in de geschiedenis van Bangladesh en sinds 12 juni 2023 de langstzittende vrouwelijke regeringsleider ter wereld.

## Onderscheiding
In 1998 werd ze onderscheiden met de Félix Houphouët-Boigny-Vredesprijs van de UNESCO, voor het tekenen van een vredesakkoord op 2 december 1997 dat een einde maakte aan een burgeroorlog die 25 jaar had geduurd. Ze deelde de prijs dat jaar met de Amerikaanse diplomaat George Mitchell die hem ontving voor zijn bemiddelingswerk in de Ierse crisis.